# بادبان سه‌گوش

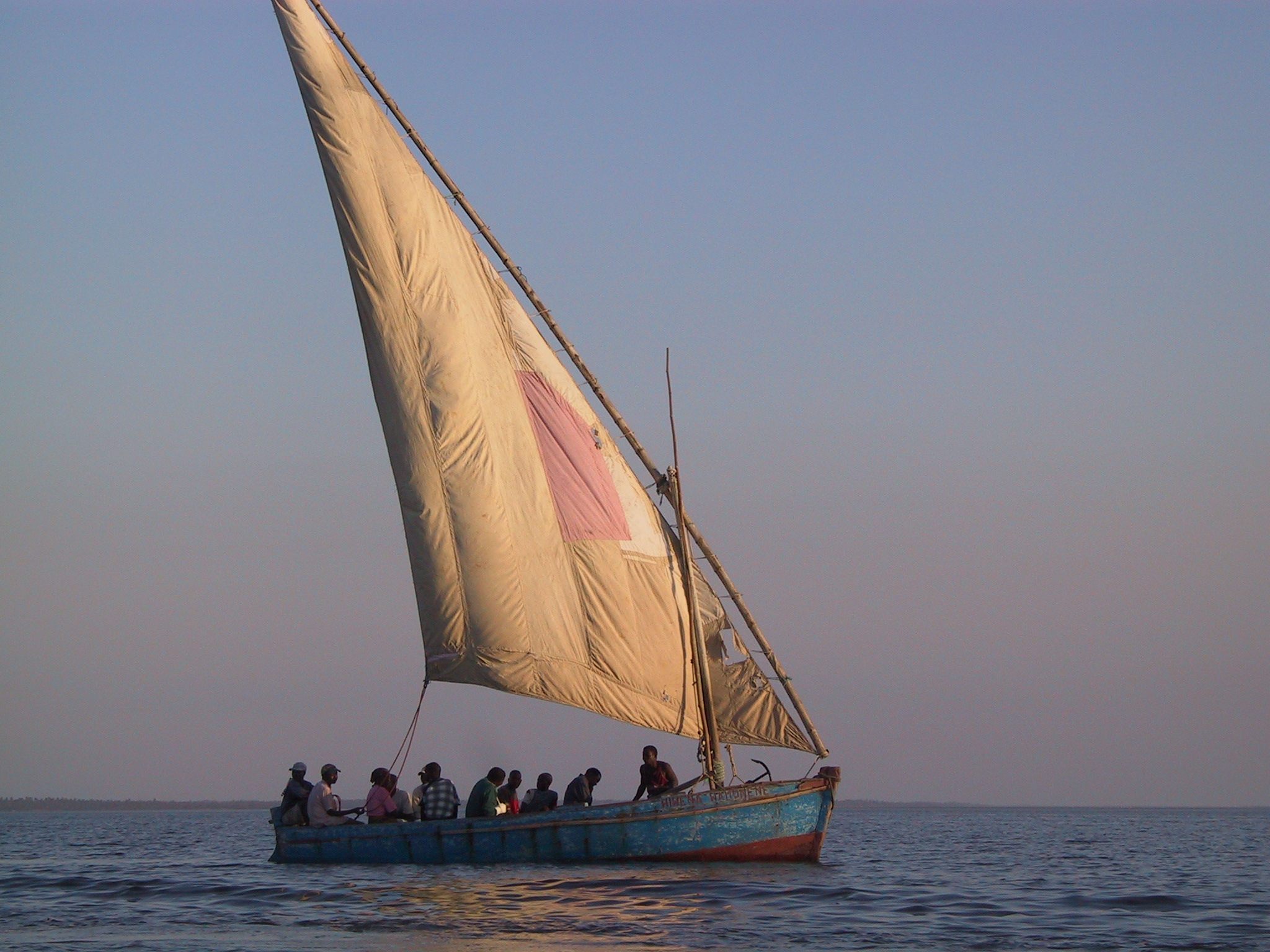
لنج‌های موسوم به دهو با بادبان سه‌گوش در موزامبیک.

بادبان سه‌گوش (به انگلیسی: lateen) گونه‌ای بادبان مثلثی‌شکل است که به صورت زاویه‌دار نسبت به دکل اصلی افراخته می‌شود و به شاه‌تیر خوابیده درازی وصل است که به صورت کج قرار گرفته است.
پیشینه این نوع بادبان‌بندی به زمان رومیان بازمی‌گردد و بادبان‌های سه‌گوش در دوران اکتشاف‌ها محبوبیت زیادی داشتند. این نوع بادبان در مدیترانه، بخش علیای رود نیل و نواحی شمال غربی اقیانوس هند رواج زیادی دارد و در منطقه اخیرالذکر بادبان‌بندی استاندارد قایق‌های فلوکه و دهو است.
قایق‌های یک‌نفره محبوبی چون سان‌فیش یا تخته‌های موج‌سواری بادبان‌داری چون سیل‌فیش نیز از بادبان‌های سه‌گوش استفاده می‌کنند.